# Nervo soprascapolare
Il nervo soprascapolare è un nervo muscolare che origina come ramo collaterale ventrale del plesso brachiale. Nasce dal tronco primario superiore o da una delle sue radici e riceve fibre da C5 e C6.
Dopo la sua origine, il nervo si dirige in basso, indietro e lateralmente, fino a raggiungere la scapola; si impegna assieme alla vena soprascapolare nel foro soprascapolare presente sul margine superiore dell'osso e si porta così nella fossa sovraspinato, dove innerva il muscolo sopraspinato.
Quindi contorna il margine esterno della spina della scapola e raggiunge la fossa sottospinata, dove innerva il muscolo sottospinato.
Fornisce inoltre fibre articolari alle articolazioni gleno-omerale e acromioclavicolare.